# Nihka
Koordinaten: 58° 55′ N, 23° 44′ O
Nihka ist ein Dorf (estnisch küla) in der Landgemeinde Lääne-Nigula im Kreis Lääne in Estland. Bis 2013 gehörte es zur mittlerweile aufgelösten Landgemeinde Taebla.
Der Ort hat dreizehn Einwohner (Stand 31. Dezember 2011). Seine Fläche beträgt 6,8 Quadratkilometer.